# Rosa Guerra
Rosa Guerra (1834 – 18 août 1864) est une éducatrice, journaliste et écrivaine argentine. Elle est une pionnière dans la littérature argentine. Guerra défend l’idée que les femmes ne doivent pas être confinées aux tâches ménagères, mais qu’elles sont nées pour être éduquées. Elle est surtout connue pour son interprétation de Lucia Miranda.

## Biographie
Rosa Guerra est née à Buenos Aires en 1834. Pour sa scolarité, elle fréquente une école réservée aux filles. Comme la plupart des femmes de l'époque, Guerra devient enseignante pour gagner de l'argent. Plus tard dans sa carrière d'enseignante, elle devient directrice d'une école à Buenos Aires. Elle fonde deux journaux, La Camelia, consacré à la diffusion d'idées liées à l'égalité entre les sexes, et La Educación, un journal religieux, poétique et littéraire. Guerra enseigne à ses lecteurs les difficultés d’être une femme dans une profession majoritairement masculine. En raison de diverses traductions européennes, il est normal que les écrivains argentins aient des noms de signes différents. Guerra utilise parfois le nom « Cecilia » comme signe sur les traductions. Elle est également affiliée aux journaux La Nación Argentina, El Nacional et La Tribuna. Elle publie le roman Lucía Miranda sur le thème de la captive ; La Camelia ; et un drame en vers, Clemencia. À titre posthume, son recueil de poèmes, Desahogos del corazón (Soulagement du cœur), est publié. Son public n’est pas seulement composé d’adultes, mais aussi d’enfants. Ses livres pour enfants, comme Julia and Her Education, se concentrent sur les défis que représente l'éducation pour une femme. Le 18 août 1864, Rosa Guerra meurt de maladie à Buenos Aires à l'âge de 30 ans. Ses romans sont lus aujourd’hui pour attirer l’attention sur les femmes écrivaines latino-américaines des années 1800.

## La Camelia
Guerra commence sa carrière de journaliste en 1852 à l'âge de 18 ans avec La Camelia. Ce n’est pas une coïncidence si 1852 est également la même année où Juan Manuel de Rosas est destitué du pouvoir à Buenos Aires. Rosas dirigeait une dictature qui limitait considérablement la presse. Lorsqu'il est démis de ses fonctions, de nombreuses femmes écrivaines sont motivées à relancer leur carrière.
La Camelia commence à être publiée le 11 avril 1852 et imprime son dernier numéro le 11 mai 1852, imprimant quatorze éditions. Le critique Néstor Tomás Auza affirme cependant qu'il y a en réalité 31 numéros,,,. Le journal est écrit principalement par des femmes et financé par abonnement. Au début, Guerra nie sa participation au projet, mais plus tard, elle reconnait en être la fondatrice. Le journal a pour slogan « Liberté, pas licence. Égalité entre les sexes ». La Camelia est l’un des premiers journaux à soulever ouvertement la nécessité pour les femmes d’avoir accès à l’éducation. Guerra croit que si les femmes recevaient la même éducation que les hommes, elles seraient en mesure de mieux préparer leurs enfants au monde. Le journal soutient qu’il n’est pas juste que les femmes européennes aient accès à l’éducation et pas les femmes argentines. La Camelia souligne à quel point il est essentiel que les femmes participent à la reconstruction du moral de la nation car elles comprennent la politique et peuvent renforcer les progrès de l’Argentine. La Camelia a du mal à obtenir du soutien, à cause de l'Église catholique. L’Église catholique ne croit pas que les femmes doivent avoir une éducation avancée et des emplois dans la société, en plus de leur rôle de mère.

## Lucia Miranda
Le roman Lucía Miranda se déroule dans les années 1500. Lucia Miranda traite du thème de la captive, un mythe qui apparaît pour la première fois raconté par Ruy Díaz de Guzmán, et qui est également abordé par Eduarda Mansilla dans son roman homonyme. Il y a une crainte bien connue que les femmes blanches soient retenues captives par les peuples autochtones argentins. Rosa Guerra écrit initialement le roman pour un couple nouvellement marié en 1860. Le roman de Guerra raconte l'histoire de Lucía Miranda, l'épouse d'un Espagnol qui accompagne Sébastien Cabot dans son expédition à travers le Río de la Plata et est capturée par les Amérindiens lors de la destruction du Fort Sancti Spiritus. Le roman présente un modèle de femme chrétienne rebelle. Dans la version de Guerra, elle se concentre sur l'apparence physique de Lucia en contraste avec le chef Mangora. Cela conduit certaines personnes à croire qu’elle encourage les relations intimes entre les femmes blanches et les autochtones. Guerra attire l’attention sur l’idée que si Lucia avait eu plus d’éducation, elle aurait été plus prudente avec le chef Mangora.